# Glenea arithmetica
Glenea arithmetica é uma espécie de escaravelho da família Cerambycidae. Foi descrita por James Thomson em 1857.